# Internationale Cricket-Saison 1888/89
Die internationale Cricket-Saison 1888/89 fand zwischen November 1888 und März 1889 statt. Als Wintersaison wurden vorwiegend Heimspiele der Mannschaften aus Südasien, der Karibik und Ozeanien ausgetragen.

## Überblick

### Internationale Touren
| Beginn        | Heimteam  | Auswärtsteam | Resultate | Artikel |
| Beginn        | Heimteam  | Auswärtsteam | Test      | Artikel |
| ------------- | --------- | ------------ | --------- | ------- |
| 12. März 1889 | Südafrika | England      | 0–2 [2]   | Artikel |